# Winthrop (Indiana)
Winthrop est une localité non incorporée située dans le Warren Township, comté de Warren, dans l'Indiana, aux États-Unis, à 2,4 km à l'est de l'Indiana State Road 55 et à environ 10,5 km au nord du siège du comté, Williamsport.